# Чемерис, Ева
Ева Чемерис (итал. Eva Czemerys; 1940, Мюнхен, нацистская Германия — 1996, Рим, Италия) — итальянская актриса
 российско-немецкого происхождения.

## Биография
Ева Чемерис родилась в Мюнхене в русско-немецкой семье. В годовалом возрасте вместе с семьей переехала в Рим. Девушка училась актерскому искусству и в 1971 году дебютировала на киноэкранах ролью Паолы в фильме «Красотка днем, жена ночью». Чемерис была миниатюрной старлеткой, что играла преимущественно в джалло и итальянских эротических комедиях.
В середине 1980-х годов Ева Чемерис оставила кинематограф и сосредоточилась на благотворительности. Умерла от рака в 56-летнем возрасте.